# حران العواميد

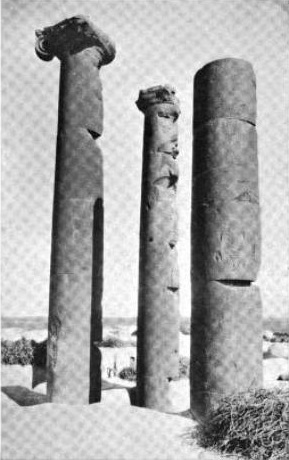
العواميد البازلتية التي أعطت للبلدة اسمها - الصورة سنة 1903

حران العواميد ناحية تابعة لمنطقة دوما تقع جنوب شرق مدينة دمشق وتبعد عن ساحة الأمويين في دمشق  حوالي 35 كم، ويحيط بها من الشرق وديان الربيع والعتيبة، ومن الغرب الغسولة والأحمدية، ومن الشمال القيسا، ومن الجنوب الكفرين والباركة وسميت بهذا الاسم لوجود عواميد أثرية فيها وتعتبر حران العواميد نقطة اتصال بين القرى المحيطة بها في المنطقة.
سبب التسمية فهو من مقطعين مقطع حران على خلاف اما نسبة إلى راهب الدير الذي كان فيها وكان يسمى هران كما تمت تسمية القيسا نسبة إلى دير قيس والدير سلمان نسبة دير الراهب سلمان وغيرها من الاديرة في الغوطة الشرقية. 
او نسبة إلى شعبين من شعب الحرة  ،حيث ان اسم الشعبين الحرَّان بشد الراء ، والحرة هي حجارة بازلتية سوداء متفاوتة الاحجام والاشكال تمتد على مساحة واسعة من الغوطة الشرقية وجبل العرب غربا إلى جبل سيس ومكحول في الحماد شرقا و تل دكوة شمالا إلى منطقة الجوف في السعودية ووادي السرحان جنوب شرق ومنطقة وادي سلاحيب جنوبا يتوسط الحرة تلال الصفا ، حيث ان  البلدة كانت بين شعبين من الحرة شعب تل حمار وشعب تل اسود شرق جديدة الخاص ، لاوجود لهذين الشعبين اليوم ،بسبب استخدام الاحجار البازلتية في البناء .
ومقطع العواميد نسبة للأعمدة الثلاثة البازلتية القائمة في وسط البلدة القديمة بارتفاع حوالي 10 م. هذه الأعمدة هي بقايا معبد يعود للعصر الروماني، حوالي القرن الثالث الميلادي اختفت معظم أجزائه ولم يبق منها إلا تلك الأعمدة المنتصبة فوق قواعد ضخمة، وتنتهي بتيجان كورنثية جميلة.
كانت هذه البلدة في العصر الروماني مزدهرة، وتضم إضافة إلى المعبد مجموعة أخرى من المنشآت اختفت بمعظمها حالياً ولم يبق منها إلا بعض الحجارة المتناثرة هنا وهناك كالتيجان والأعمدة والقواعد وبقايا السواكف وبعض القطع الحجرية المزخرفة التي أعيد استخدام بعضها في الأبنية الأحدث كما نشاهد في واجهة جامع البلدة حيث وضعت في الواجهة مجموعة من الحجارة المزخرفة القديمة.
هاجر إلى البلدة الشيخ حياة بن قيس بن رجال بن سلطان الانصاري الحراني ، في الثلاثين من عمره وبقي فيها حتى وفاته ودفن فيها في581 هجرية .
ذكرت البلدة في عدة مصادر تاريخية مثل معجم البلدان وتاريخ دمشق لابن عساكر والبداية والنهاية لابن كثير وام في توماس المبشر الامريكي في كتابه البلد والكتاب وكتاب للمستشرق الالماني فون مول هايم  .
‌